# Forbidden Lover
"Forbidden Lover" é o décimo quinto single da banda japonesa L'Arc~en~Ciel, lançado em 14 de outubro de 1998 e incluído no álbum Ark.

## Desempenho comercial
Estreou na primeira posição na Oricon Singles Chart (substituindo o single anterior do grupo, "Snow Drop") e na Billboard Japan, vendendo mais de 509.000 cópias na primeira semana. O single foi relançado em 30 de agosto de 2006. "Forbidden Lover" foi o 27° single mais vendido no Japão em 1998 segundo a Oricon, com 764,360 cópias contabilizadas.

## Faixas
Todas as letras escritas por Hyde. 
| N.º            | Título                               | Música                  | Duração |  |
| 1.             | "Forbidden Lover"                    | Ken                     | 6:00    |  |
| 2.             | "Kasou -1014 Mix-" (花葬)            | Ken                     | 5:04    |  |
| 3.             | "Forbidden Lover" (Hydeless Version) | Ken, remix por Yukihiro | 6:00    |  |
| Duração total: | Duração total:                       | Duração total:          | 17:04   |  |

## Ficha técnica
- Hyde – vocais
- Ken – guitarra
- Tetsu – baixo
- Yukihiro – bateria

## Desempenho
| Parada (1998) | Melhor posição |
| ------------- | -------------- |
| Oricon        | #1             |